# The Definition of X: The Pick of the Litter
The Definition of X: The Pick of the Litter è una raccolta del rapper statunitense DMX, pubblicata nel 2007. Vende 35 000 copie nella sua prima settimana.
| Recensione | Giudizio |
| ---------- | -------- |
| AllMusic   | [ 1 ]    |

## Tracce
| #  | Titolo                    | Produttore                   | Featuring             | Durata | Dall'album originale                                                          |
| -- | ------------------------- | ---------------------------- | --------------------- | ------ | ----------------------------------------------------------------------------- |
| 1  | "Prayer III"              |                              |                       | 1:59   | Flesh of My Flesh, Blood of My Blood [col titolo Prayer II/Ready to Meet Him] |
| 2  | "Ruff Ryders' Anthem"     | Swizz Beatz                  |                       | 3:34   | It's Dark and Hell Is Hot                                                     |
| 3  | "Get at Me Dog"           | Dame Grease PK (co-produced) | Sheek of The L.O.X.   | 4:03   | It's Dark and Hell Is Hot                                                     |
| 4  | "Stop Being Greedy"       | PK Dame Grease (co-produced) |                       | 3:37   | It's Dark and Hell Is Hot                                                     |
| 5  | "How's It Going Down"     | PK                           |                       | 4:42   | It's Dark and Hell Is Hot                                                     |
| 6  | "What These Bitches Want" | Nokio                        | Sisqo                 | 4:13   | ... And Then There Was X                                                      |
| 7  | "Blackout"                | Swizz Beatz                  | Jay-Z & The L.O.X.    | 5:00   | Flesh of My Flesh, Blood of My Blood                                          |
| 8  | "What's My Name?"         | Self & Irv Gotti             |                       | 3:52   | ...And Then There Was X                                                       |
| 9  | "Where the Hood At"       | Tuneheadz                    |                       | 4:46   | Grand Champ                                                                   |
| 10 | "Party Up (Up In Here)"   | Swizz Beatz                  |                       | 4:28   | ...And Then There Was X                                                       |
| 11 | "X Gon' Give It to Ya"    | Shatek                       |                       | 3:38   | Cradle 2 the Grave / Grand Champ                                              |
| 12 | "It's All Good"           | Swizz Beatz                  |                       | 4:17   | Flesh of My Flesh, Blood of My Blood                                          |
| 13 | "Who We Be"               | Black Key                    |                       | 4:47   | The Great Depression                                                          |
| 14 | "The Rain"                | DJ Scratch                   |                       | 3:27   | Grand Champ                                                                   |
| 15 | "Here We Go Again"        | DJ Shok                      |                       | 3:52   | ...And Then There Was X                                                       |
| 16 | "No Love 4 Me"            | Swizz Beatz                  | Swizz Beatz & Drag-On | 4:00   | Flesh of My Flesh, Blood of My Blood                                          |
| 17 | "We Right Here"           | Black Key                    |                       | 4:27   | The Great Depression                                                          |
| 18 | "One More Road to Cross"  | Swizz Beatz                  |                       | 4:20   | ...And Then There Was X                                                       |
| 19 | "Slippin'"                | DJ Shok                      |                       | 5:05   | Flesh of My Flesh, Blood of My Blood                                          |
| 20 | "Prayer (Skit)"           |                              |                       | 2:31   | It's Dark and Hell Is Hot                                                     |

Nota
Nella versione non esplicita la traccia What These Bitches Want è titolata What You Want.

## Classifiche

### Classifiche settimanali
| Classifica (2007)         | Posizione massima |
| ------------------------- | ----------------- |
| Stati Uniti               | 26                |
| US Top Rap Albums         | 3                 |
| US Top R&B/Hip-Hop Albums | 7                 |